# Segunda División de Chile 1958
Segunda División de Chile 1958 var 1958 års säsong av den nationella näst högsta divisionen för fotboll i Chile, som vanns av San Luis som således gick upp i Primera División (den högsta divisionen).

## Tabell
|  |     | Lag                  | Poäng | M  | V  | O | F  | GM | IM | MSK |
|  | --- | -------------------- | ----- | -- | -- | - | -- | -- | -- | --- |
|  | 1.  | San Luis             | 44    | 27 | 20 | 4 | 3  | 72 | 22 | +50 |
|  | 2.  | Santiago Morning     | 38    | 27 | 16 | 6 | 5  | 52 | 28 | +24 |
|  | 3.  | San Fernando         | 34    | 27 | 14 | 6 | 7  | 45 | 33 | +12 |
|  | 4.  | Unión La Calera      | 30    | 27 | 13 | 4 | 10 | 47 | 43 | +4  |
|  | 5.  | Unión San Felipe     | 29    | 27 | 12 | 5 | 10 | 42 | 47 | -5  |
|  | 6.  | Trasandino           | 28    | 27 | 12 | 4 | 11 | 44 | 40 | +4  |
|  | 7.  | San Bernardo Central | 20    | 27 | 8  | 4 | 15 | 35 | 55 | -20 |
|  | 8.  | Alianza              | 19    | 27 | 6  | 7 | 14 | 48 | 53 | -5  |
|  | 9.  | Iberia               | 15    | 27 | 3  | 9 | 15 | 27 | 52 | -25 |
|  | 10. | UTE                  | 13    | 27 | 4  | 5 | 18 | 32 | 71 | -39 |

|  | Uppflyttade till Primera División. |